# Icteracantha spinulosa
Icteracantha spinulosa är en tvåvingeart som beskrevs av Friedrich Georg Hendel 1914. Icteracantha spinulosa ingår i släktet Icteracantha och familjen bredmunsflugor.
Artens utbredningsområde är Myanmar. Inga underarter finns listade i Catalogue of Life.